# Freno eléctrico

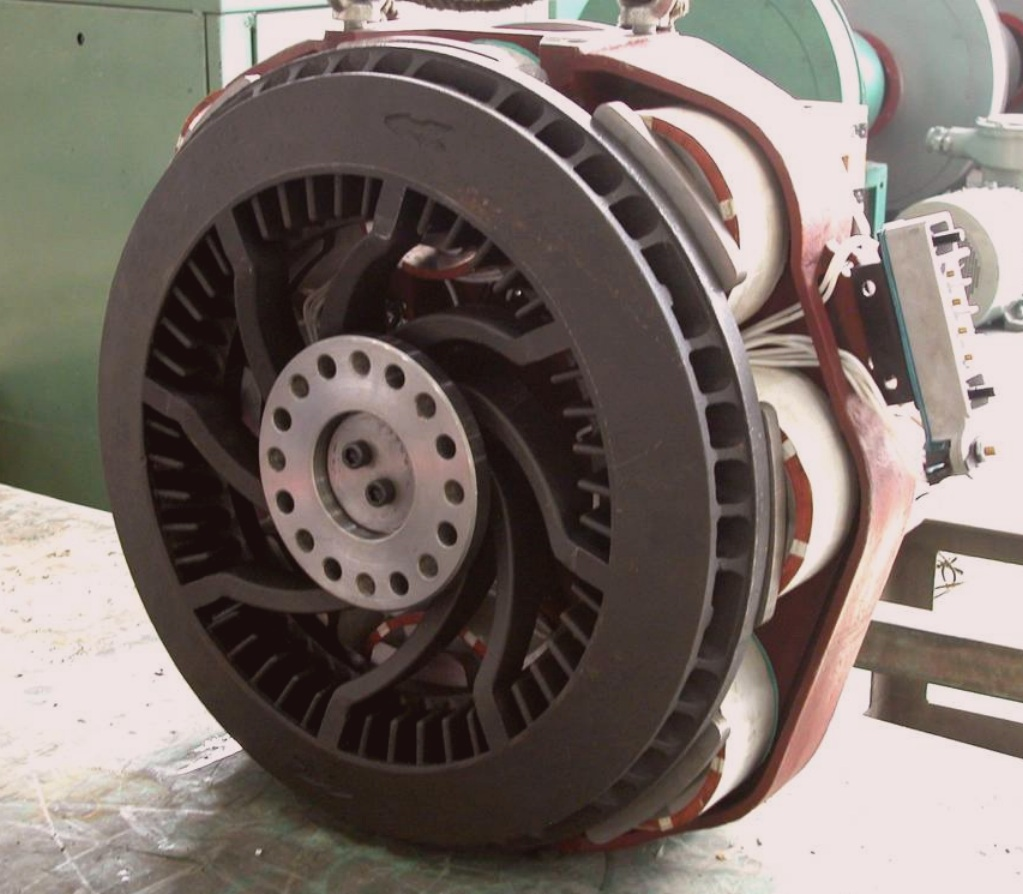
Freno eléctrico de camión.

El freno eléctrico es un dispositivo que permite desacelerar o detener un vehículo mediante accionamiento eléctrico. El más utilizado es el freno eléctrico "ralentizador", que se emplea en los camiones y vehículos pesados para el descenso de pendientes largas sin fatigar los frenos principales del vehículo.

## Funcionamiento
Su funcionamiento está basado en el principio de la generación inductiva de la corriente que nacen en una masa metálica cuando esta se sitúa en un campo magnético variable. Estas corrientes en forma de torbellino se denominan parásitas o corrientes de Foucault.
En su construcción, se emplean unas bobinas cuyas polaridades están alternadas, que se instalan en el estator, que está situado entre dos discos solidarios con el eje de la trasmisión del vehículo. Estas bobinas, cuando se cierra su circuito eléctrico, crean un campo magnético fijo, y es el movimiento de los rotores lo que produce la variación de velocidad, ya que a mayor velocidad de giro, mayor es la fuerza de frenado generada por el campo electromagnético que atraviesa los discos rotores. La energía cinética del vehículo se disipa en forma de calor a través de unas aletas de refrigeración de las que están provistos los discos del rotor.
La principal ventaja de este sistema de frenado es que al no tener rozamiento entre partes mecánicas, el desgaste y el mantenimiento son mínimos, y permite frenar vehículos muy pesados, como camiones, autobuses o trenes, sin apenas consumo de energía.

## "Brake by wire" (frenado por cable eléctrico)
Recientemente, algunas marcas alemanas de vehículos de lujo están trabajando en sistemas de frenado por mando totalmente eléctrico, conocido por el vocablo inglés "Brake by wire", o frenado por cable eléctrico, en español. Este sistema no posee ninguna acción directa sobre las ruedas, ni mecánica ni hidráulica. 
El conductor del vehículo acciona un sensor de presión a través del pedal de freno, que trasmite directamente la información a un computador de frenada, que a su vez recoge lecturas de velocidades de giro de las ruedas y de un acelerómetro instalado en el centro del vehículo, y con estos datos calcula la cantidad de frenada necesaria para cumplir las órdenes del pedal de freno. Finalmente acciona unos motores eléctricos en las pinzas de freno de cada rueda según sea necesario.
Existen detractores de este sistema, ya que no se ha solucionado aún la posibilidad de fallo en caso de pérdida completa de la alimentación eléctrica del sistema. En cambio, presenta una ventaja de ahorro de peso en el vehículo, así como menor mantenimiento, y una mayor simplicidad del cableado eléctrico respecto a los sistemas ABS y actuales.